# Inowłódz (gemeente)
De gemeente Inowłódz is een landgemeente in het Poolse woiwodschap Łódź, in powiat Tomaszowski.
De zetel van de gemeente is in Inowłódz.
Op 30 juni 2004 telde de gemeente 3870 inwoners.

## Oppervlakte gegevens
In 2002 bedroeg de totale oppervlakte van gemeente Inowłódz 98,04 km², waarvan:
- agrarisch gebied: 34%
- bossen: 60%

De gemeente beslaat 9,56% van de totale oppervlakte van de powiat.

## Demografie
Stand op 30 juni 2004:
| Omschrijving                   | Totaal | Totaal | Vrouwen | Vrouwen | Mannen | Mannen |
| ------------------------------ | ------ | ------ | ------- | ------- | ------ | ------ |
| eenheid                        | aantal | %      | aantal  | %       | aantal | %      |
| inwoners                       | 3870   | 100    | 2009    | 51,9    | 1861   | 48,1   |
| bevolkingsdichtheid (inw./km²) | 39,5   | 39,5   | 20,5    | 20,5    | 19     | 19     |

In 2002 bedroeg het gemiddelde inkomen per inwoner 1939,83 zł.

## Administratieve plaatsen (sołectwo)
Brzustów, Dąbrowa, Inowłódz, Konewka, Królowa Wola, Liciążna, Poświętne, Spała, Zakościele, Żądłowice.
Zonder de status sołectwo : Teofilów.

## Aangrenzende gemeenten
Czerniewice, Lubochnia, Opoczno, Poświętne, Rzeczyca, Sławno, Tomaszów Mazowiecki